# Старая Гута (Емильчинский район)
Ста́рая Гу́та (укр. Стара Гута) — село на Украине, находится в Емильчинском районе Житомирской области.
Код КОАТУУ — 1821785004. Население по переписи 2001 года составляет 36 человек. Почтовый индекс — 11246. Телефонный код — 4149. Занимает площадь 0,227 км². Орган местного самоуправления — Рыхальский сельсовет.
Село расположено в 2-х километрах от ж/д станции Рыхальская, в лесу. Состоит из одной улицы и примерно 15 дворов, но в нём есть магазин. Соединено с селом Рыхальским грунтовой дорогой.

## Адрес местного совета
11246, Житомирская обл., Емильчинский р-н, с.Рыхальское, ул.Ленина, 8; тел. 7-32-47